# Kivisaari (ö i Finland, Norra Karelen, Joensuu, lat 63,34, long 29,24)
Kivisaari är en halvö i Finland. Den ligger i sjön Pielisjärvi och i kommunen Juga i den ekonomiska regionen  Joensuu ekonomiska region  och landskapet Norra Karelen, i den centrala delen av landet, 400 km nordost om huvudstaden Helsingfors.